# Ictinogomphus pugnovittatus
Ictinogomphus pugnovittatus – gatunek ważki z rodziny gadziogłówkowatych (Gomphidae).